# Campeonato Europeo de Tiro con Arco al Aire Libre de 2024
El XXVIII Campeonato Europeo de Tiro con Arco al Aire Libre se celebró en Essen (Alemania) entre el 7 y el 12 de mayo de 2024 bajo la organización de la Unión Europea de Tiro con Arco (WAE) y la Federación Alemana de Tiro con Arco.
Las competiciones se realizaron en la Werner-Müller-Platz de la ciudad alemana.

## Resultados

### Masculino
| Evento                            | Oro                                                           | Plata                                                         | Bronce                                                          |
| --------------------------------- | ------------------------------------------------------------- | ------------------------------------------------------------- | --------------------------------------------------------------- |
| Arco recurvo individual (12.05)   | Mete Gazoz Turquía                                            | Den Habjan Malavašič Eslovenia                                | Jean-Charles Valladont Francia                                  |
| Arco recurvo por equipo (12.05)   | Baptiste Addis Thomas Chirault Jean-Charles Valladont Francia | Federico Musolesi · Mauro Nespoli · Alessandro Paoli · Italia | Berkay Akkoyun Mete Gazoz Berkim Tümer Turquía                  |
| Arco compuesto individual (11.05) | Mathias Fullerton Dinamarca                                   | Shamai Yamrom Israel                                          | Mike Schloesser · Países Bajos                                  |
| Arco compuesto por equipo (11.05) | Marco Bruno · Michea Godano · Federico Pagnoni · Italia       | Batuhan Akçaoğlu Emircan Haney Sezgin Yağız Turquía           | Rasmus Bramsen Nicklas Bredal Bryld Mathias Fullerton Dinamarca |

### Femenino
| Evento                            | Oro                                                 | Plata                                                                      | Bronce                                                        |
| --------------------------------- | --------------------------------------------------- | -------------------------------------------------------------------------- | ------------------------------------------------------------- |
| Arco recurvo individual (12.05)   | Katharina Bauer · Alemania                          | Elia Canales · España                                                      | Lisa Barbelin Francia                                         |
| Arco recurvo por equipo (12.05)   | Lisa Barbelin Amélie Cordeau Caroline Lopez Francia | Quinty Roeffen · Gabriela Schloesser · Laura van der Winkel · Países Bajos | Katharina Bauer · Charline Schwarz · Elisa Tartler · Alemania |
| Arco compuesto individual (11.05) | Ella Gibson Reino Unido                             | Elisa Roner · Italia                                                       | Hazal Burun Turquía                                           |
| Arco compuesto por equipo (11.05) | Hazal Burun Ayşe Süzer Begüm Yuva Turquía           | Paula Díaz Morillas · Alexa Misis Olivares · Andrea Muñoz · España         | Lisell Jäätma Meeri-Marita Paas Maris Tetsmann Estonia        |

### Mixto
| Evento                            | Oro                                            | Plata                                     | Bronce                                             |
| --------------------------------- | ---------------------------------------------- | ----------------------------------------- | -------------------------------------------------- |
| Arco recurvo por equipo (12.05)   | Katharina Bauer · Florian Unruh · Alemania     | Bryony Pitman Conor Hall Reino Unido      | Laura van der Winkel · Steve Wijler · Países Bajos |
| Arco compuesto por equipo (11.05) | Sanne de Laat · Mike Schloesser · Países Bajos | Amanda Mlinarić · Domagoj Buden · Croacia | Ayşe Süzer Emircan Haney Turquía                   |

## Medallero
| Núm. | País         | Oro | Plata | Bronce | Total |
| ---- | ------------ | --- | ----- | ------ | ----- |
| 1    | Turquía      | 2   | 1     | 3      | 6     |
| 2    | Francia      | 2   | 0     | 2      | 4     |
| 3    | Alemania     | 2   | 0     | 1      | 3     |
| 4    | Italia       | 1   | 2     | 0      | 3     |
| 5    | Países Bajos | 1   | 1     | 2      | 4     |
| 6    | Reino Unido  | 1   | 1     | 0      | 2     |
| 7    | Dinamarca    | 1   | 0     | 1      | 2     |
| 8    | España       | 0   | 2     | 0      | 2     |
| 9    | Croacia      | 0   | 1     | 0      | 1     |
| 9    | Eslovenia    | 0   | 1     | 0      | 1     |
| 9    | Israel       | 0   | 1     | 0      | 1     |
| 12   | Estonia      | 0   | 0     | 1      | 1     |
|      | TOTAL        | 10  | 10    | 10     | 30    |